# Tukums (stad)
Tukums is een stad in de gemeente Tukuma novads in de streek Semgallen in het westen van Letland.
De plaats werd in 1253 voor het eerst genoemd in geschriften van de Lijven die samen met de Koeren in het gebied woonden. In de dertiende eeuw werd het gebied door Germaanse kruisvaarders veroverd. 
Onder Catharina II van Rusland werd de plaats in 1795 een stad.
Met de Russische machtsovername kregen joden het recht zich in Tukums te vestigen. De sterke groei van Tukums in de 19e eeuw ging samen met groei van het joodse aandeel in de bevolking.
De spoorlijn Riga-Tukums werd in 1877 in gebruik genomen.
Bij de revolutie van 1905 kwamen 120 mensen om in Tukums.
Tijdens de Eerste Wereldoorlog was de stad vanaf 1915 door de Duitsers bezet.
In 1944 en 1945 werd tijdens de Tweede Wereldoorlog in het gebied zwaar gevochten toen Duitse troepen omsingeld raakten in Koerland.
Ten tijde van de Sovjet-Unie werd Tukums een regionaal centrum.

## Geboren
- Dainis Kūla (1959), atleet

## Foto's

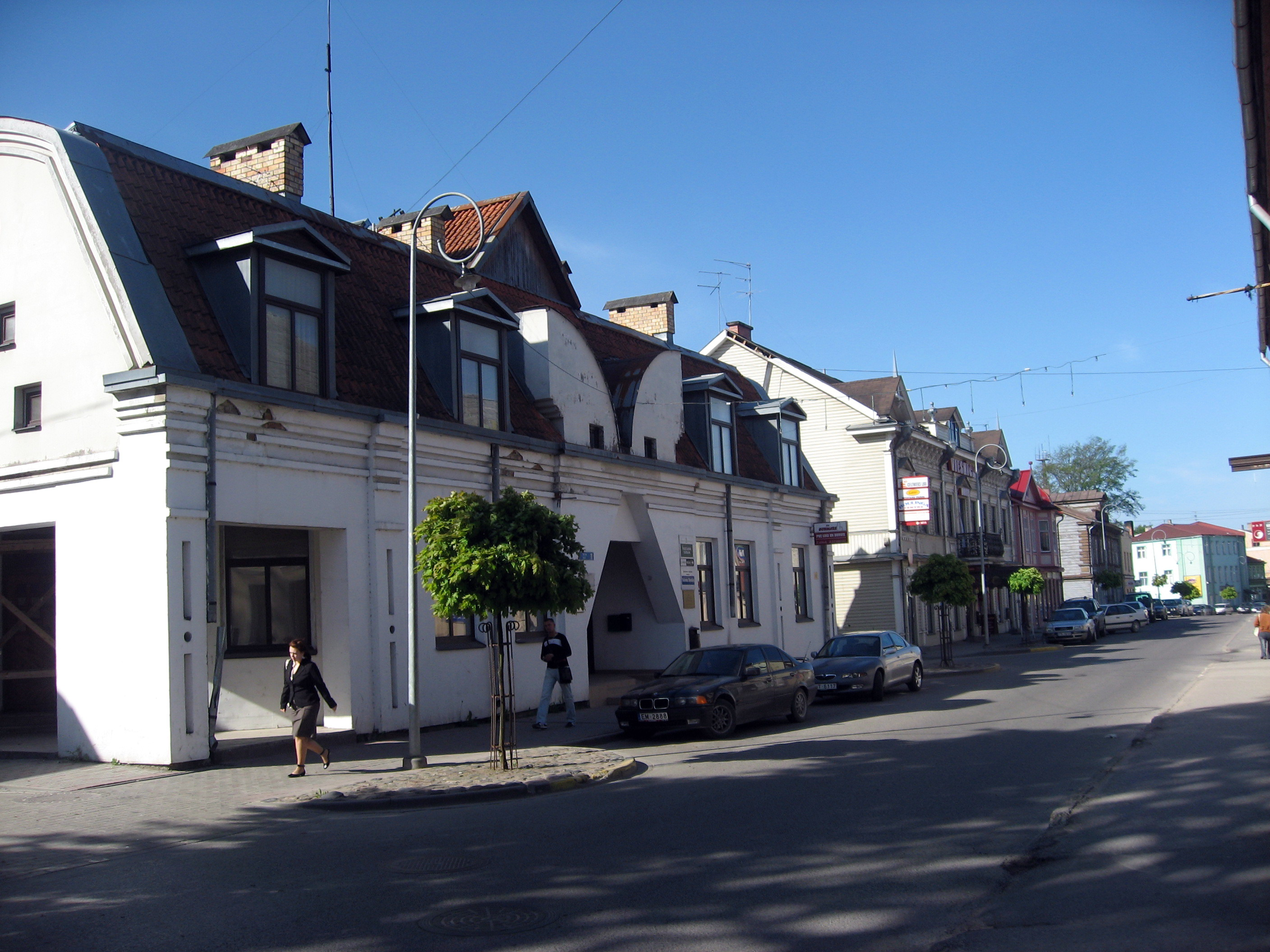
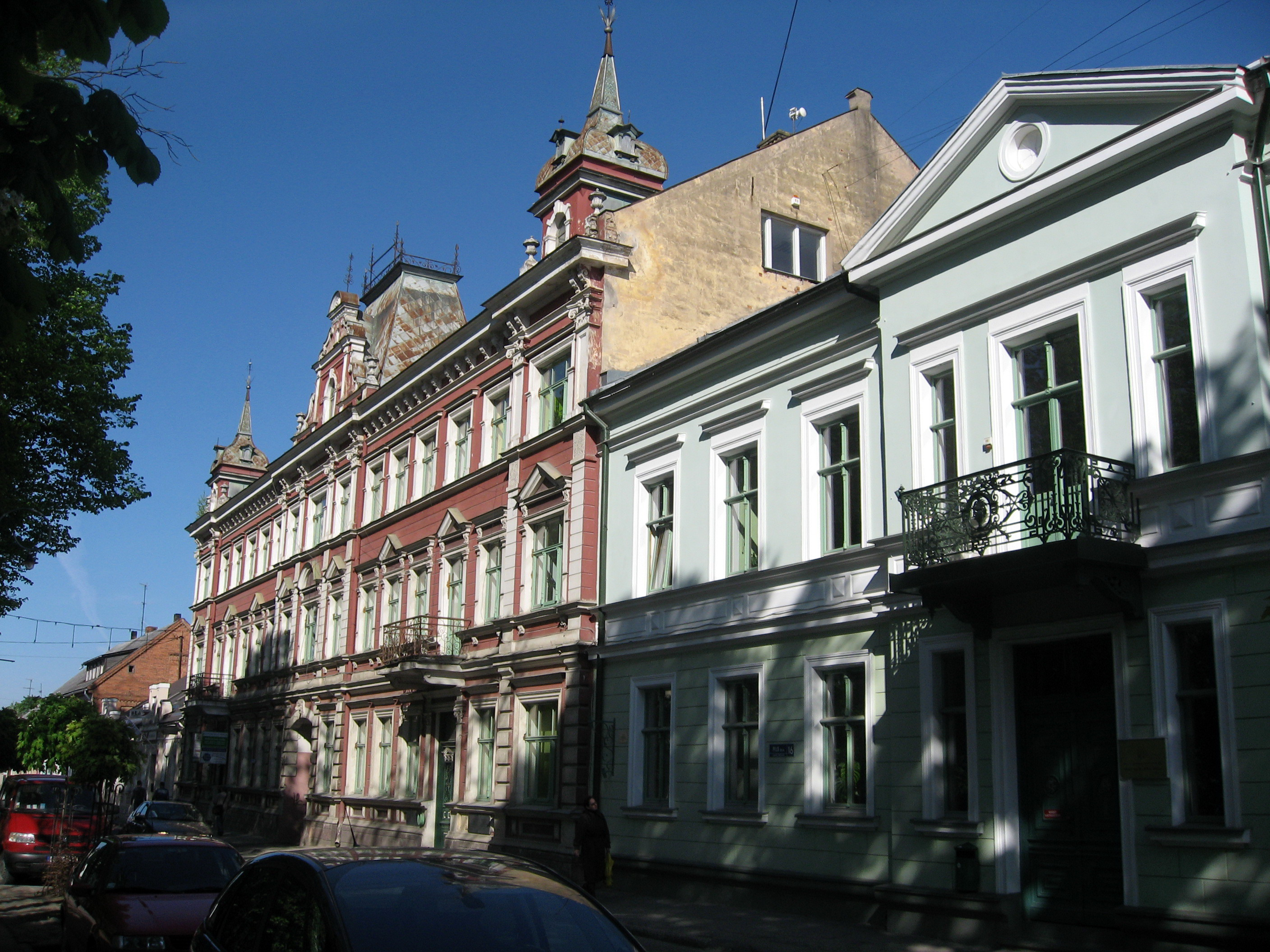
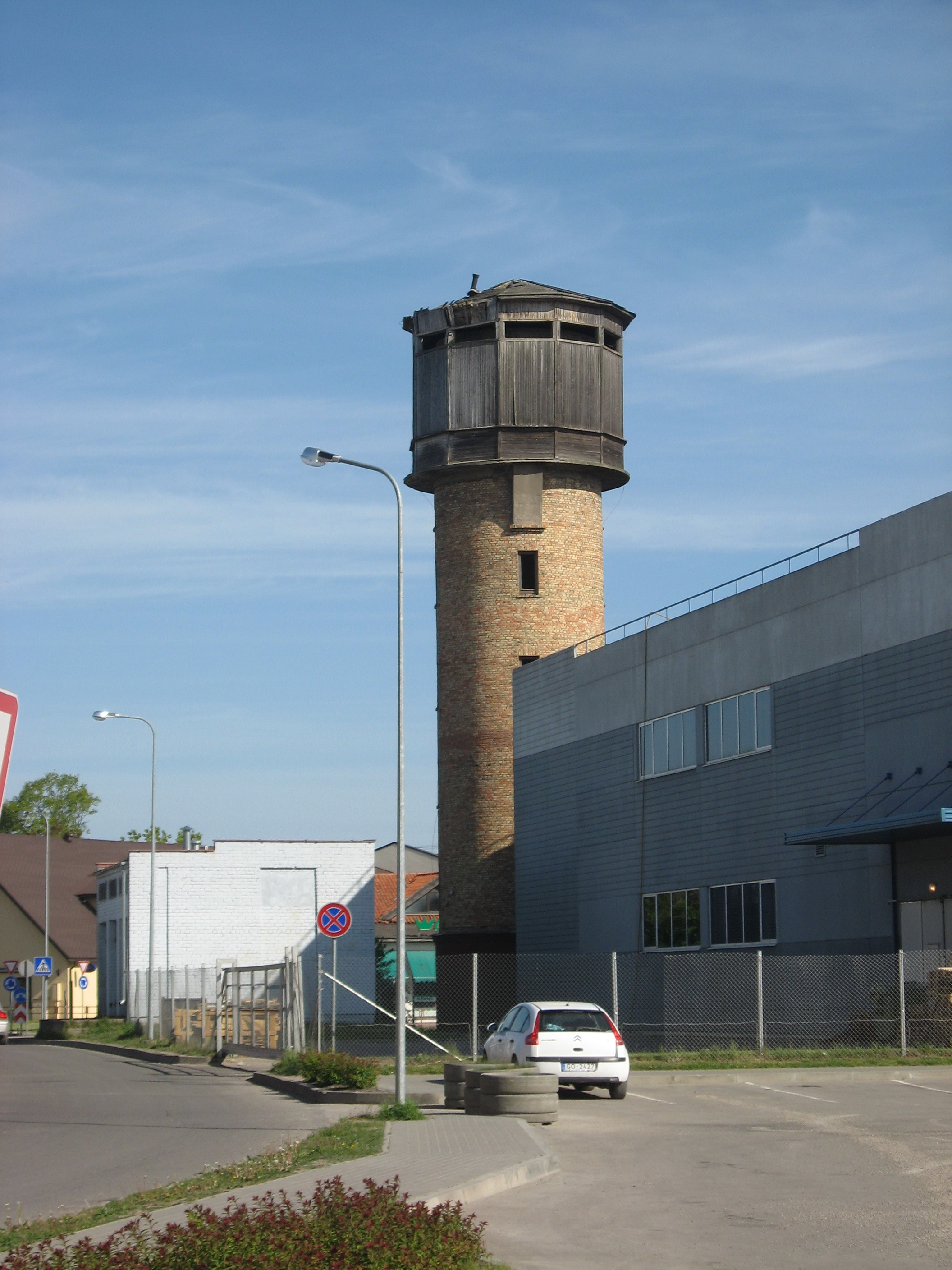
Watertoren
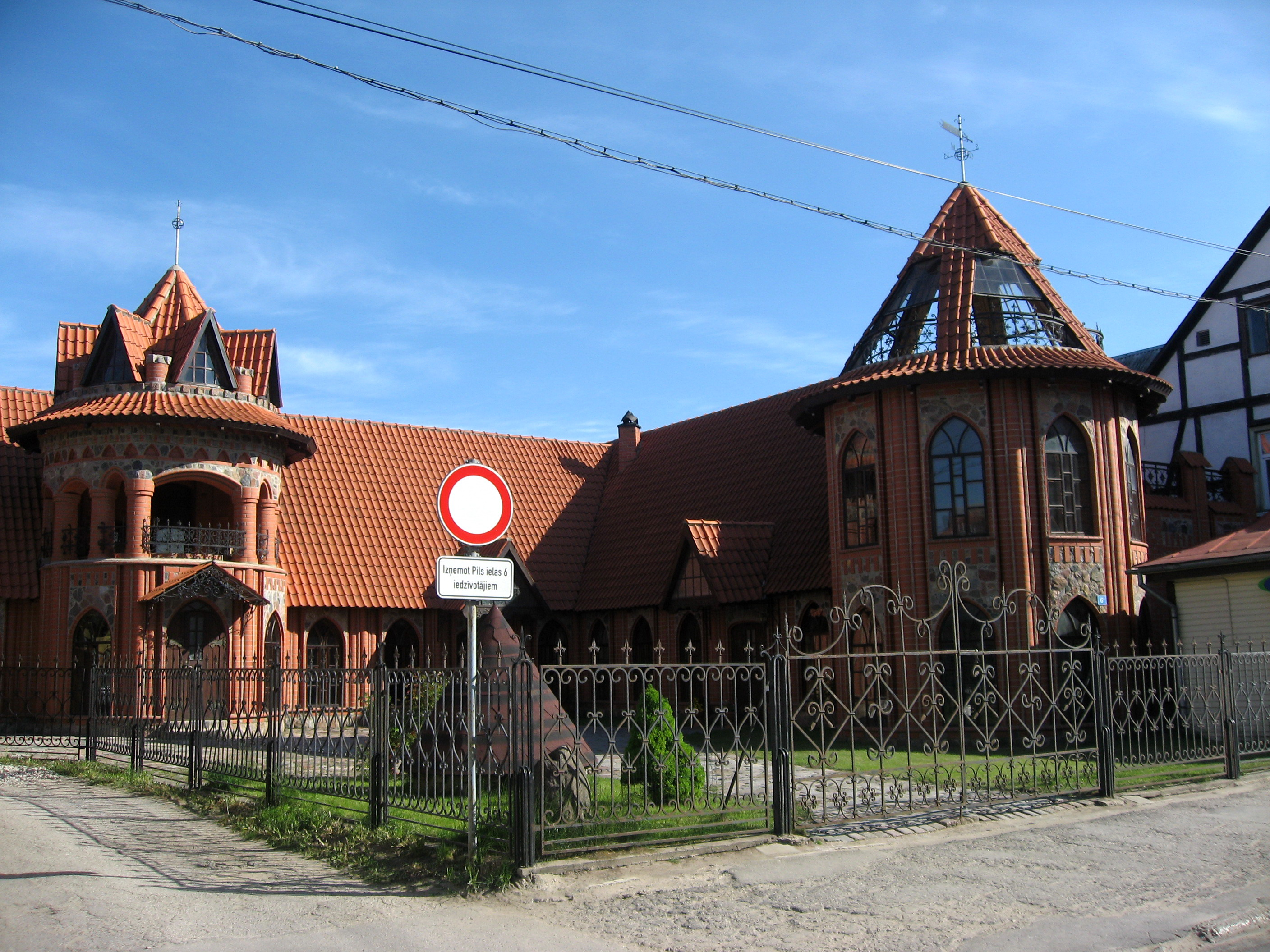
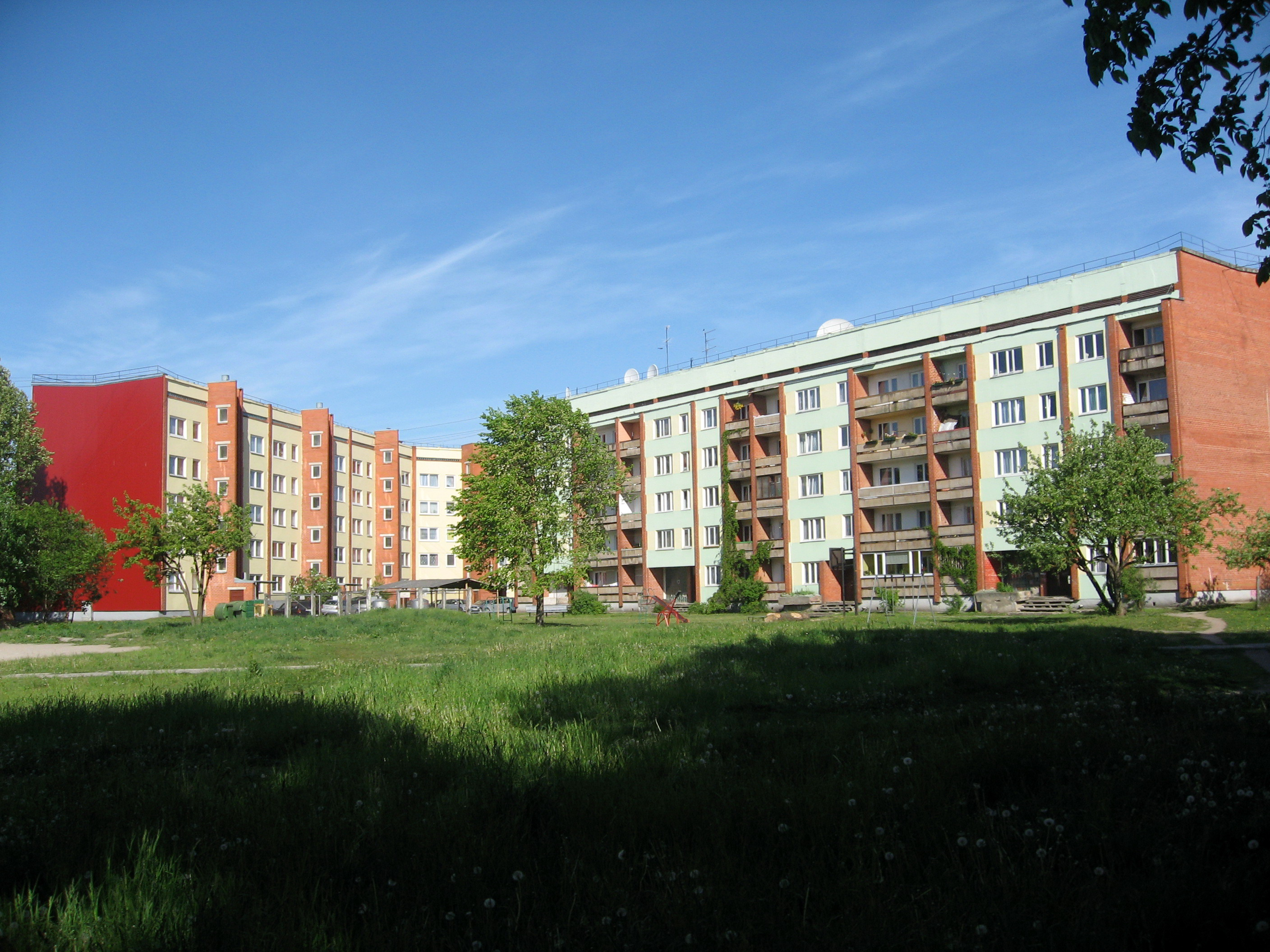
Flatgebouwen
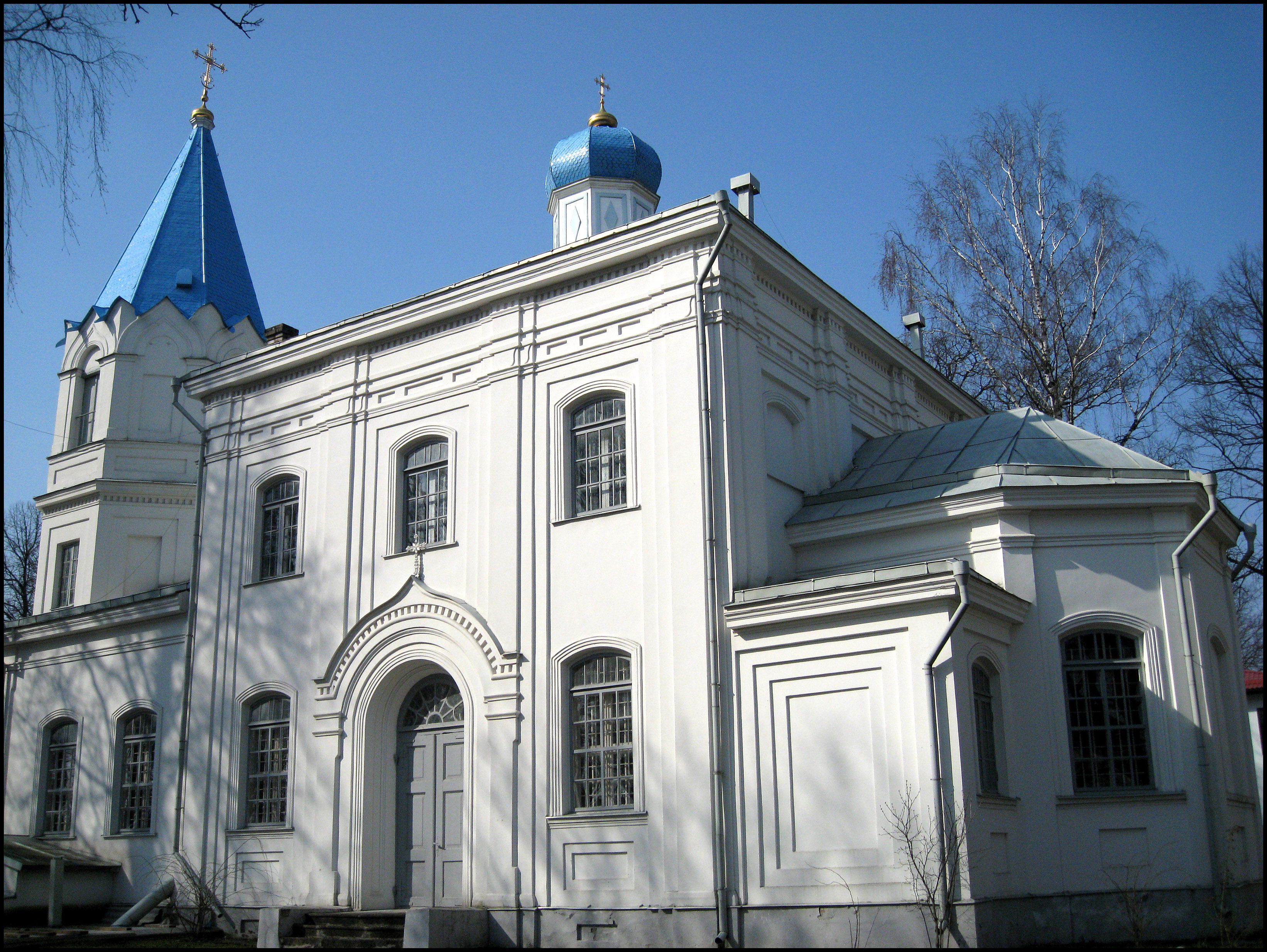
Sint-Nicolaaskerk
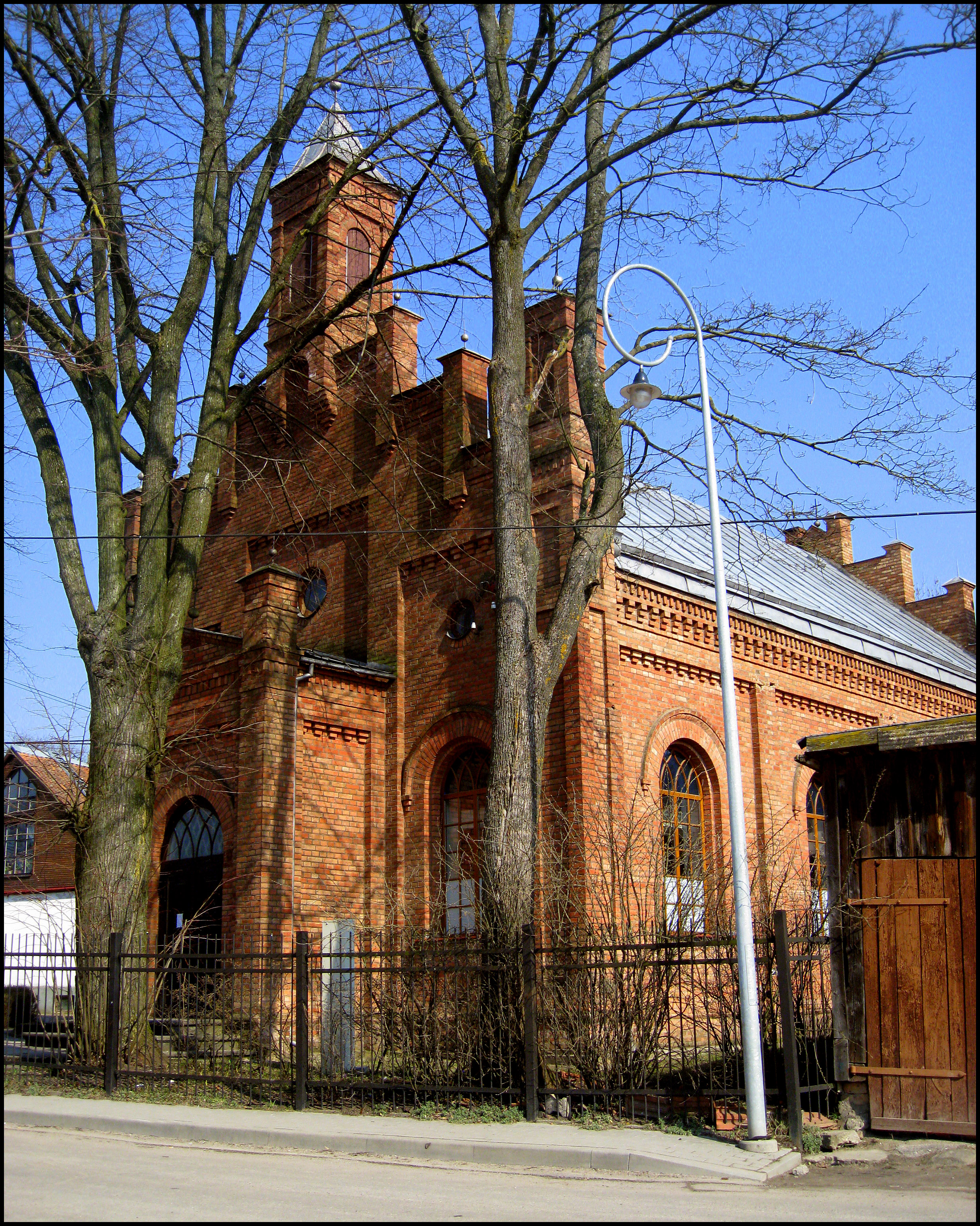
Sint-Stevenskerk
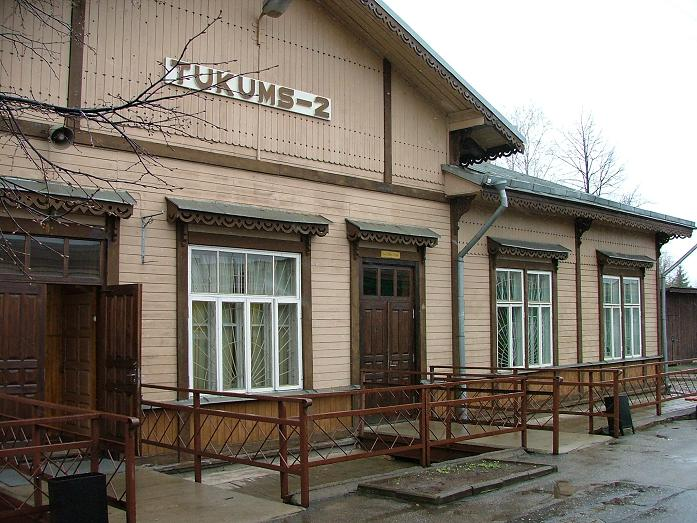
Station Tukums-2